# Søren Hjorth
Søren Hjorth (født 13. oktober 1801 på Ørslev Vestergaard ved Ringsted, død 28. august 1870 i København) var en dansk civilingeniør, opfinder og jernbanepionér.

## Tidlige eksperimenter
Hjorth var søn af Jacob Hjorth, forpagter af Vesterbygård og Adelersborg, og Margrethe f. Lassen. Bestemt til landvæsenet voksede han trods sit betydelige mekaniske talent, der tidligt viste sig, op i hjemmet uden megen undervisning. Han fik dog lejlighed til at tage dansk-juridisk eksamen, og allerede 1821 blev han godsforvalter på Bonderup ved Korsør. Han følte sig imidlertid ikke tilfreds her og blev 1828 volontær i Rentekammeret, avancerede i 1836 til sekretær og kammerskriver, hørte forelæsninger ved Polyteknisk Læreanstalt, særligt af H.C. Ørsted, og syslede stadig med mekaniske opgaver. Han fremstillede en tærskemaskine til faderen, og han konstruerede en roterende dampmaskine, som 1832 blev udført af mekanikus Schiødt på Sankt Annæ Plads og købt for 500 Rdl. af kongen, som skænkede den til Polyteknisk Læreanstalt. Samme år beskrev han i G.F. Ursins Magazin for Kunstnere og Haandværkere en af ham opfundet dampvogn til brug på almindelige veje, som han forgæves søgte offentlig understøttelse til at få bygget.
Hjorth rejste 1834 med Den Reiersenske Fonds hjælp til England for at blive bekendt med jernbanevæsenets udvikling, oversatte 1838 Dionysius Lardners Dampmaskinen og var 1839 i England, Frankrig og Belgien. Han opgav nu sin dampvogn til landeveje, idet den kun havde kunnet køre på jævne strækninger og fx ikke kunne klare turen over Frederiksberg Bakke. I stedet kastede han sig over studier af jernbanen.

## Jernbanen til Roskilde
At han i nogle år var bestyrer af Marschalls pianofortefabrik, drog ham ikke fra hans jernbanestudier. Sammen med bogholder Gustav Schram arbejdede han fra 1840 på gennemførelsen af en sjællandsk jernbane, og ved Industriforeningens hjælp, i hvilken Hjorth var først næstformand (1841-43) og derpå formand (1843-45), blev målet nået.
Foreningen fik under hans formandskab i 1844 koncession på en jernbane fra København over Roskilde til en havn på Sjællands vestkyst, Det Sjællandske Jernbaneselskab stiftedes (juli 1844), og medens Schram blev dets første administrerende direktør, blev Hjorth dets første tekniske direktør. De indbød april 1844 til tegning af 1½ mio. Rdl. aktier i det nye jernbaneselskab.
Banen til Roskilde blev indviet 27. juli 1847. Det var meningen, at banen skulle føres videre til Korsør, men allerede nu begyndte jernbanekrisen fra England og Tyskland at sætte ind, så kapitalen ikke kunne tegnes, og denne strækning blev ikke bygget, før staten 1852 ydede en garanti for renterne af anlægskapitalen.

## Opfindelsen af dynamoen
På grund af denne usikre situation tog Hjorth 1848 sin afsked og levede nu som civilingeniør, lærer og oversætter – en tid bosat i Skotland -, væsentligst beskæftiget med at søge elektriciteten gjort til en praktisk, brugbar bevægkraft. Efter at være kommet til kræfter ansøgte Hjorth samme år den danske regeringen om en understøttelse på 200 Rdl. for at kunne rejse til England og der få produceret en elektromagnetisk maskine, som han havde lavet planer til. På anbefaling fra H.C. Ørsted og J.G. Forchhammer fik han understøttelsen bevilget og kom i London i forbindelse med ingeniør Gregory og mekaniker Bramah. 
Hjorths idé vakte interesse, og hans maskine, som vi i dag ville kalde en elektromotor, blev udført og blev forevist i The Royal Society og Institution of Civil Engineers, som Hjorth var blevet medlem af. Derudover blev motoren udstillet på verdensudstillingerne i London 1851 og vandt her den eneste udlovede præmie for elektriske maskiner.
En elektromotor var dog ikke til nogen nytte, så længe man ikke havde en dynamo, og Hjorth tog derfor fat på denne opgave, som i datidens jargon blev benævnt et tørt batteri. Indsatsen på dette felt var Hjorths mest originale bidrag til videnskaben. I maj 1851 kunne han således klart gøre rede for dynamoprincippet, dvs. den gensidige virkning mellem den remanente magnetisme og den af denne frembragte strøm. Det samme er anvendt i hans engelske patent nr. 2198 af 14. oktober 1854 og i flere af hans skitser af maskiner fra den tid.
1854 rejste Hjorth atter til England, hvor han fik en dynamomaskine bygget hos Malcolm & Campbell i Liverpool. Maskinen blev patenteret, men i 1856 vendte Hjorth skuffet tilbage, idet hans store tanke var strandet: Hjorth forestillede sig ved hjælp af en dynamo og en elektromotor at fremstille et maskinaggregat til skibe og lokomotiver, som brugte meget lidt energi og som i virkeligheden var en evighedsmaskine (perpetuum mobile).
På dette punkt havde Hjorth ikke taget højde for loven om energiens konstans, som L.A. Colding samtidig med Joule og Mayer havde påvist i 1840'erne.

## Senere liv
Efter sit strandede forsøg var Hjorth forståeligt nok bekymret for sin livsgerning og ikke mindst sit levebrød. I 1857 blev han repræsentant for Cyclops stålfabrik i Sheffield, og 1859 blev han translatør i engelsk. Fra 1861-62 kom Hjorth på Finansloven, idet han modtog en livsvarig årlig understøttelse fra Indenrigsministeriet på 500 Rdl. som anerkendelse af hans indsats inden for jernbanevæsenet.
Hjorth havde dog ikke opgivet sine maskinprojekter. Han rejste flere gange til Paris og havde en maskintype på verdensudstillingen der 1867. I juli måned samme år kom han i audiens hos Napoleon III for at opnå kejserens hjælp til at få bygget en større maskine, og omtrent samtidig stod han i forbindelse med fysikeren, vicomte Théodose du Moncel for at få sin hævd på dynamoprincippet anerkendt, men ingen af delene lykkedes, hvilket sikkert skyldes upålidelige mellemænd.
Hjemvendt til Danmark fik han bygget en maskine hos fabrikant Kähler i Korsør og lidt senere, ved formuende venners hjælp, en større i København, og der blev 1868 nedsat en kommission, hvori bl.a. professorerne Carl Valentin Holten og Christian Gotfried Hummel havde sæde, til undersøgelse af hans maskintyper. Der blev foretaget nogle målinger, og Hjorth foreslog forskellige ændringer af magnetsystemet, men uden brugbare resultater.
Efter nogen tids svagelighed døde han 28. august 1870. Han er begravet på Assistens Kirkegård.
19. december 1845 havde han ægtet Vilhelmine f. Hansen (27. marts 1805 – 30. september 1885), enke efter landmand Diderik Ancker til Lille Egede og datter af præsten Peter Hansen på Tunø.
Søren Hjorths indsats som opfinder af dynamoens princip var længe gået i glemmebogen, indtil hans værk blev genopdaget 1879 af oberst Bolton i Society of Telegraph Engineers i London. Fra begyndelsen af 1900-tallet gjorde dr.techn. Sigurd Smith en indsats for at rehabilitere Hjorths ry.
DSB's ellokomotiv Litra EA 3010 er opkaldt efter Søren Hjorth.